# ZIPANGバス
ZIPANGバス株式会社（ジパングバス）は岐阜県に拠点を置く貸切バス専業のバス事業者である。
かつては「岐阜中央観光バス」という社名でバスを「旅の主役」として位置付け、豪華な貸切車を多く保有していたことで有名。また、「ZIPANG」ブランドは、以後同社の代名詞ともなっており、現在の社名にも使用されている。

## 概説
1980年代から1990年代にかけて、「オリエントエクスプレス」シリーズに代表される特徴的な豪華貸切車で一世を風靡した中央観光バス（現・ZIPANG.S.S）の子会社として1983年に設立された。当時の中央観光バス社長が岐阜県出身ということで岐阜進出を果たし、初代社長には中央観光バスで整備士として勤務していた実兄が就任した。免許の関係や大型車メインの中央観光バスに対しての中型車メインの岐阜中央観光バスという位置付けで設立された経緯から中型あるいは小型車両が多く在籍していたが、限られた制約の中で生まれた本家に引けをとらない豪華貸切車を多数ラインナップ、一躍全国にその名を轟かせた。
しかし本家の中央観光バスは2001年8月8日に倒産、岐阜中央観光バスも2004年付けでZIPANGバス株式会社に社名を変更して現在に至っている。

## 歴史

### 沿革
- 1983年 - 岐阜中央観光バス株式会社として創業。
- 2001年8月 - 親会社の中央観光バス株式会社が倒産。事業は労働組合によって設立されたジェイ・ジェイ交通株式会社（2005年の事業譲渡によりZIPANG株式会社）へ引き継がれた。
- 2004年4月 - 現社名のZIPANGバス株式会社へ社名を変更する。

## 車両
中京地区において同業他社でハイグレード貸切車が多数導入されていた設立当時、競争に勝ち抜くため当初からバスを旅の主役として位置付け、豪華な貸切車を多く保有。屋根上の装飾として、はとバスが導入していたスーパーバスの特徴でもあったミサイルのようなエアコンダクトを模した、バス・ロケットを設けた車両もあった。内装についても、中型車や小型車にもかかわらずシャンデリアを装備するなど本家に負けない豪華さを強調する仕様となっていた。一部に大阪で稼動している或いは過去に稼動していた車両と同じ愛称を持つ車両が在籍しているのも特徴である。小型車メインのラインナップであったため、導入された車両の大部分を日野・レインボーが占めている。
貸切需要が変化した現在では、在籍している一部車両のスタンダード化改装や汎用車両の投入などが行われている。

### 稼働中の車両
クレールエクスプレス
1989年に2台導入された。日野・ブルーリボンで27人乗り。
アミューズメントエクスプレス
1990年に2台導入された。日野・レインボーで20人乗り。前席が360度回転シート、後部12席が固定サロンというレイアウトとなっている。
ジパング・エンパイアエクスプレス（スタンダード車）
1992年に3台が導入された。日野・セレガFCで29人乗り。この車両から本家と共通のジパングカラーとなった。尚、回転サロン搭載車の「セレガエクスプレス」は車体カラーが異なる。
ジパング・プレステージ（ハイグレード車）
同社初の大型車として1994年に運行開始したフラッグシップ車両。本家のプレステージと違いこちらは日野・セレガFDで、当初41人乗りと43人乗りが1台ずつ導入された。近年貸切需要の変化から、2列回転サロン装備の45人乗り車に改装された。
ジパング・インテグラ60（スタンダード車）
いすゞ・スーパークルーザーで60人乗り。導入当初は大阪で稼働していたジパング・プライオリティ及びトルネードと酷似した緑色基調のカラーリングであったが、近年塗装変更が行なわれ他車と同じジパングカラーになった。尚、大阪では三菱ふそう・エアロクイーンKをベースとする汎用車が同一愛称を名乗っていた。
これらの車両の他に、大型スタンダード車が数台導入されていることが確認されている。

### 過去に稼動していた車両
特別車サロン（ハイグレード車）
1983年に導入された22人乗りの車両。当地での新規参入基準に合わせた車両選択の中で、可能な限り贅を尽くした造りとなっていた。トリコロールラインとゴールドラインの2台があった。正席は拡幅機能を備えたものが採用された。
オリエントエクスプレス（ハイグレード車）
1983年に導入された、車番1843、1844、1845の3台と、1984年に導入された、車番1945の4台が存在した。ベース車種は日野・レインボー。1983年車と1984年車との違いは、その内装にある。1983年車は、大阪に合わせてデビューさせるべく、内装生地も当初の大阪のオリエントに合わせてベージュカラーを採用し、オーディオもソニーを採用していたが、1984年に大阪でオリエントVIPが運行開始されるにあたり、岐阜でも同じようなオリエントを造ろうとして、社員にオーディオマニアがいたことから音響装置にヤマハを採用したり、内装生地色も青を基本として製作した。岐阜の社長のバスに対するこだわりは、本家の大阪をも凌ぐもので、1945号車についてはほぼ毎日富山の工場に通い、納得のいくまで手直しをさせた。とにかくありとあらゆる部品を金鍍金させ、当初は大阪の124号車でもやらなかったシフトレバーやウインカーレバーまで金鍍金を施させた。車体表面のクリアー塗装も、通常は3回くらいで終えるものを10回も重ね塗りをさせて、「表面にガラスを貼り付けたような」光沢を実現させた。勿論その作業には社長本人が立会ったことは言うまでもない。磨き工程もポリッシャーを使わせず、あえて手作業による磨きを入れさせたその車体は、まさしく工芸品であった。必ず車庫内保管を徹底させ、社長自ら車体やエンブレムを磨くという溺愛ぶりであった。なお岐阜中央観光バスの車体の拘りとして、車体の左右それぞれを、100Vと24Vの専用として分離した配線を行っている。
ハレーエクスプレス
1986年に当時のグループ企業であったバウルC・S・B商事が輸入元となり2台が導入されたネオプラン・ジェットライナーN208は、日本全国でも岐阜中央観光だけであった。。25人乗りで同社唯一の輸入車であり、トイレつき車両でもあったが、運用中は一度もトイレを使わせたことは無かった。片方は早期に払いだされたが、一台は同社でその後も運用されていたが、悪戯による投石などのために車体の破損が起こり、解体された。
ジパング・ハレーサルーン
1986年に2台が導入された。日野・レインボーで、16人乗り。片方は早期に払いだされたが、残された個体はバスロケットを下ろされ、色もシルバーに全塗装されて保管されていた。払出し後も個人所有によって動態保存されている。
ジパング・GCTサルーン
1988年に2台が導入された。日野・レインボー7Mで22人乗り。
ロイヤルエクスプレス（ハイグレード車）
1989年に1台のみが導入された。日野・レインボーで20人乗り。トヨタ・センチュリーのシートをベースにした座席を装備するなど、オリエントエクスプレスに匹敵する豪華さを放った。現在はバスロケットを載せられ、自家用登録されて動態保存されている。

## 事業所
- 岐阜市清本町8丁目54番地

## 関連会社
- 中央観光バス…岐阜中央観光バスの親会社。倒産後労働組合によって設立されたジェイ・ジェイ交通が事業を継承。その後、2015年に設立された株式会社ZIPANG.S.Sが引き継ぎ現在に至る。